# S/2003 (379) 1
S/2003 (379) 1 é o satélite natural do asteroide localizado no cinturão principal denominado de 379 Huenna.

## Descoberta e nomeação
Esse objeto foi descoberto no dia 14 de agosto de 2003, pelos astrônomo J. L. Margot usando observações do sistema de óptica adaptativa do telescópio W. M. Keck II, em Mauna Kea, Havaí, EUA. Sua descoberta foi nunciada em 15 de agosto de 2003. Ele recebeu a designação provisória de S/2003 (379) 1.

## Características físicas e orbitais
Esse objeto orbita Huenna a uma distância de 3400 ± 11 km, seu período orbital é de 80,8 ± 0.36 dias e tem uma excentricidade orbital de 0,334 ± 0,075. Esse corpo celeste tem um diâmetro estimado de cerca de 5,9 km.